# Kanton Rémalard
Der Kanton Rémalard war von 1790 bis 2015 ein französischer Wahlkreis im Arrondissement Mortagne-au-Perche, im Département Orne und in der Region Basse-Normandie; sein Hauptort war Rémalard. Der Kanton war 228,27 km² groß und hatte (1999) 6.797 Einwohner, was einer Bevölkerungsdichte von 30 Einwohnern pro km² entsprach. Er lag im Mittel auf 160 Meter über dem Meeresspiegel, zwischen 105 m in Condeau und 266 m in Bretoncelles. 

## Gemeinden
Der Kanton bestand aus zwölf Gemeinden:
| Gemeinde                | Einwohner Jahr | Fläche km² | Bevölkerungsdichte | Code INSEE | Postleitzahl |
| ----------------------- | -------------- | ---------- | ------------------ | ---------- | ------------ |
| Bellou-sur-Huisne       | 425 (2013)     | –          | – Einw./km²        | 61042      | 61110        |
| Cour-Maugis sur Huisne  | 644 (2013)     | –          | – Einw./km²        | 61050      | 61110        |
| Bretoncelles            | 1.446 (2013)   | –          | – Einw./km²        | 61061      | 61110        |
| Condeau                 | 424 (2013)     | –          | – Einw./km²        | 61115      | 61110        |
| Sablons sur Huisne      | 2.203 (2013)   | –          | – Einw./km²        | 61116      | 61110        |
| Coulonges-les-Sablons   | 436 (2013)     | –          | – Einw./km²        | 61125      | 61110        |
| Dorceau                 | 386 (2013)     | –          | – Einw./km²        | 61147      | 61110        |
| La Madeleine-Bouvet     | 404 (2013)     | –          | – Einw./km²        | 61241      | 61110        |
| Maison-Maugis           | 52 (2013)      | –          | – Einw./km²        | 61245      | 61110        |
| Moutiers-au-Perche      | 434 (2013)     | –          | – Einw./km²        | 61300      | 61110        |
| Rémalard en Perche      | 2.023 (2013)   | –          | – Einw./km²        | 61345      | 61110        |
| Saint-Germain-des-Grois | 228 (2013)     | –          | – Einw./km²        | 61395      | 61110        |

## Bevölkerungsentwicklung
| 1962 | 1968 | 1975 | 1982 | 1990 | 1999 | 2006 |
| ---- | ---- | ---- | ---- | ---- | ---- | ---- |
| 6244 | 6683 | 6533 | 6607 | 6741 | 6797 | 7053 |